# RMS Umbria
«RMS Umbria» — пассажирский лайнер, судоходной компании «Кунард Лайн». Был построен и спущен на воду в 1884 году. На следующий год, в 1885 году совершил свой первый рейс. Являлся Королевским почтовым пароходом. Завладел Голубой Лентой. Лайнер перевозил письма через Атлантику. Отправлена на слом в 1910 году.